# Султан-Кударат
Султан-Кударат (таг. Sultan Kudarat) — провинция Филиппин в регионе СОККСКСАРХЕН на о. Минданао. Административный центр — город Исулан. Граничит с провинциями Магинданао и Котабато на севере, Южный Котабато и Сарангани на юге, Южный Давао на востоке. С запада омывается морем Сулавеси.
Административно Султан-Кударат делится на 11 муниципалитетов и 1 город. Из них три — прибрежные, Каламансиг, Лебак, Палимбанг.

## Физико-географическая характеристика
Султан-Кударат расположен на юго-западе о. Минданао. Общая площадь провинции — 4 714,8 км².
Три его прибрежных городка отделены горным хребтом от остальной части провинции. В восточной части находится горный массив, остальная — равнинная.
Климат характеризуется коротким сухим сезоном, длящимся в течение трёх месяцев. Как многие другие провинции страны, Султан-Кударат лежит вне зоны действия тайфунов. Но дожди здесь часты в течение почти всего года.

## История
Территория нынешнего Султан-Кударата была отделена от провинции Котабато, которая является одной из наиболее богатых ресурсами провинций страны. В период испанского господства эта территория была очень богата лесами.
Первоначально вся эта территория была провинцией Котабато. Затем её разделили на две: Северный и Южный Котоабато. Из Северного выделилась провинция Магинданао, а из последней — Шариф-Кабунсуан. Южный же был преобразован в три: Южный Котабато, Сарангани и Султан-Кударат. Название последнего было дано в честь одного из султанов Магинданао, Султана Мухаммада Дипатуана Кударата, правившего в 1623—1671 гг.
День основания провинции — 22 ноября 1973 г.
Нынешнее руководство:
Губернатор — Сухарто Т. Мангудадату
Вице-губернатор — Эрнсто Матиас

## Население
Общая численность населения — 747 087 чел. (2010).
Плотность населения — 158,46 чел./км².
В религиозном плане преобладают мусульмане, но теперь увеличивается число мигрантов христиан.
Этнический состав не однороден. На побережье в городах преобладают магинданао. В сельской местности живут ираноны, тирураи и манобо.
По статистике насчитывается 84 диалекта, на которых говорят в этой провинции. Из них главные — хилигайнон (илонго), илокано, себуано, магинданао (язык коренного мусульманского населения).

## Административное деление
В административном отношении делится на 11 муниципалитетов и 1 город:

### Город
- Такуронг (Tacurong City)

### Муниципалитеты
- Багумбайян (Bagumbayan)
- Колумбио (Columbio)
- Эсперанса (Esperanza)
- Исулан (Isulan)
- Каламансиг (Kalamansig)
- Ламбайонг (Lambayong)
- Лебак (Lebak)
- Лутайян (Lutayan)
- Палимбанг (Palimbang)
- Президент Кирино (President Quirino)
- Сенатор Ниной Акино (Senator Ninoy Aquino)

## Экономика
Султан-Кударат — провинция аграрная. В ней развиты почти все направления сельского хозяйства, представленный в стране. В провинции производят зерновые, рис, овощи, фрукты, кофе, мясо. В прибрежной зоне развито рыболовство, распространён лов тунца. Эту продукцию провинция поставляет в Японию и в страны Европы.
Другая значительная отрасль — строительство. Среди стройматериалов популярны местные породы дерева.

## Культура
Национальная музыка местного населения, как мусульманского, так и прочего, представляет собой специфический стиль гонговой музыки, называемой стиль кулинтанг. Она характерна для Южных Филиппин. Это — наиболее характерная черта местной культуры.